# 1980 في الجزائر
فيما يلي قوائم الأحداث التي وقعت خلال عام 1980 في الجزائر.

## رياضة
- 1 يناير – الجزائر في الألعاب الأولمبية الصيفية 1980

## مواليد

### يناير
- 1 يناير – رضا الطلياني مغني جزائري.
- 1 يناير – زبير بلحر
- 18 يناير – عادل الهادي لاعب كرة قدم.

### مارس
- 24 مارس – سمير زازو لاعب كرة قدم جزائري.
- 26 مارس – علي ريال لاعب كرة قدم جزائري.

### مايو
- 10 مايو – زاهو

### يوليو
- 25 يوليو – أمل بوشوشة ممثلة جزائرية.

### أغسطس
- 3 أغسطس – لحسن الأحمر لاعب كرة قدم جزائري.
- 15 أغسطس – رحيم مفتاح لاعب كرة قدم جزائري.

### سبتمبر
- 13 سبتمبر – سميرة نقروش
- 24 سبتمبر – سفيان عز الدين لاعب كرة قدم جزائري.

### أكتوبر
- 28 أكتوبر – زكريا رمضان ممثل جزائري.

### ديسمبر
- 14 ديسمبر – مهدي عبيد شارف حكم دولي جزائري.

## وفيات

### أبريل
- 21 أبريل – عمر سحنون (مواليد 1955) لاعب كرة قدم فرنسي.

### أغسطس
- 11 أغسطس – بول روبرت (مواليد 1910)
- 31 أغسطس – دحمان الحراشي (مواليد 1926) مغني جزائري.

### ديسمبر
- 31 ديسمبر – عبد الحفيظ بوصوف (مواليد 1926) سياسي جزائري.